# Joachim Kuropka
Joachim Kuropka (* 20. September 1941 in Namslau, Schlesien; † 22. Februar 2021 in Borken) war ein deutscher Historiker.

## Leben
Joachim Kuropka studierte Geschichte, Germanistik und Politikwissenschaft. Er wurde 1978 mit der Arbeit Image und Intervention. Innere Lage Deutschlands und britische Beeinflussungsstrategien in der Entscheidungsphase des 1. Weltkrieges an der Westfälischen Wilhelms-Universität Münster promoviert.
1982 wurde er auf die Professur für Neueste Geschichte an die Universität Vechta (damals Standort Vechta der Universität Osnabrück) berufen. Zusammen mit Cornelius Riewerts, dem damaligen Chefredakteur der „Oldenburgischen Volkszeitung“, gründete er 1991 die „Bürgerinitiative PRO UNI im Oldenburger Münsterland“ und engagierte sich mit 23.000 Mitgliedern, darunter u. a. Gert Stuke, Wilfried Kürschner, Hans-Wilhelm Windhorst, Hermann von Laer, Volker Schulz, Cornelia Wienken, Franz Bölsker, erfolgreich für den Erhalt des Studienstandorts Vechta. Im Jahr 1994 wurde er zum ordentlichen Mitglied der Historischen Kommission für Westfalen gewählt. 2006 wurde er emeritiert.
Das Hauptforschungsgebiet ist die Zeit des Nationalsozialismus, speziell Katholische Kirche und Nationalsozialismus. Nach seiner Emeritierung engagierte er sich für die Katholizismusforschung am Institut für Geschichte und historische Landesforschung (jetzt: Abteilung für Kulturgeschichte und vergleichende Landesforschung des Instituts für Geistes- und Kulturwissenschaften) in Vechta. Er galt als Experte für Leben und Werk von Clemens August Graf von Galen. Er hat zahlreiche Schriften und wissenschaftliche Aufsätze zu Themen der NS- und Nachkriegsgeschichte veröffentlicht, unter anderem 20 Bücher geschrieben, weit über 100 Aufsätze verfasst, 14 Sammelbände herausgegeben und drei umfangreiche Ausstellungen organisiert.
1989 wurde er mit der Landschaftsmedaille der Oldenburgischen Landschaft geehrt. 2003 wurde er mit der Ehrentafel des Heimatbundes für das Oldenburger Münsterland und 2010 mit dem Niedersächsischen Verdienstorden (Verdienstkreuz am Bande) ausgezeichnet. Für sein Lebenswerk wurde ihm 2021 der August-Benninghaus-Preis verliehen.
Joachim Kuropka engagierte sich für zahlreiche Sozialprojekte im Heiligen Land und war Mitglied im Deutschen Verein vom Heiligen Lande. 1995 wurde er vom Kardinal-Großmeister Giuseppe Kardinal Caprio zum Ritter des Ritterordens vom Heiligen Grab zu Jerusalem ernannt und am 21. Oktober 1995 im Bamberger Dom durch Bischof Anton Schlembach, Großprior der deutschen Statthalterei, in den Orden investiert. Zuletzt war er Offizier des päpstlichen Laienordens.
Joachim Kuropka war seit 1977 verheiratet und hatte mit seiner Frau Kornelia zwei Töchter.

## Schriften
- Image und Intervention. 1978.
- Hrsg. mit Alwin Hanschmidt: Von der Normalschule zur Universität. 150 Jahre Lehrerausbildung in Vechta 1830–1980 (= Geschichte der oldenburgischen Lehrerbildung. Band 4). Klinkhardt, Bad Heilbrunn/Obb. 1980, ISBN 3-7815-0463-8.
- Die Machtergreifung der Nationalsozialisten. 1978; 4. Auflage 1981.
- Zur historischen Identität des Oldenburger Münsterlandes. 1982; 4. Auflage 1981.
- Zur Sache – Das Kreuz! Untersuchungen zur Geschichte des Konflikts um Kreuz und Lutherbild in den Schulen Oldenburgs, zur Wirkungsgeschichte eines Massenprotests und zum Problem nationalsozialistischer Herrschaft in einer agrarisch-katholischen Region. Vechta 1986, ISBN 3-88-441036-9.
- Hrsg. mit Willigis Eckermann: Neubeginn 1945 zwischen Kontinuität und Wandel (= Vechtaer Universitätsschriften. Band 4). 1988.
- Hrsg. mit Willigis Eckermann: Oldenburger Profile (= Vechtaer Universitätsschriften. Band 6). 1989.
- Clemens August Graf von Galen. Sein Leben und Wirken in Bildern und Dokumenten. 1992; 3. Auflage 1997.
- Hrsg.: Clemens August Graf von Galen. Neue Forschungen. 1992; 2. Auflage 1993.
- Hrsg. mit Hermann von Laer: Woher kommt und was haben wir an Niedersachsen? (= Vechtaer Universitätsschriften. Band 16). 1996.
- Hrsg. mit Helmut Gross: Europas kleine Hochschulen. Struktur, Funktion und Chancen kleiner Hochschulen im europäischen Vergleich. (= Vechtaer Universitätsschriften. Band 17). 1997.
- Hrsg. mit Wilfried Kürschner: Deutschland und Europa – Europa und die Deutschen. (= Vechtaer Universitätsschriften. Band 18). 1998.
- Von Kückens bis Krapp. Von Staatsbeamten zu Bürgerlandräten. 2001.
- Clemens August Graf von Galen. Euthanasie – Widerstand – Menschenrechte – Neubeginn. 1998; 2. Auflage 2001.
- Geistliche und Gestapo, Klerus zwischen Staatsallmacht und kirchlicher Hierarchie. 2004; 2. Auflage 2005.
- Streitfall Galen. Clemens August Graf von Galen und der Nationalsozialismus. Studien und Dokumente. 2007; 2. Auflage 2007.
- Hrsg.: Regionale Geschichtskultur. Phänomene – Projekte – Probleme aus Niedersachsen, Westfalen, Tschechien, Lettland, Ungarn, Rumänien und Polen. 2010.
- Hrsg.: Gewalt und Krieg, Extremismus und Terror. Beiträge zu immerwährenden Problemen menschlichen Zusammenlebens. (= Vechtaer Universitätsschriften. Band 26). 2011.
- Hrsg.: Grenzen des katholischen Milieus. Stabilität und Gefährdung katholischer Milieus in der Endphase der Weimarer Republik und in der NS-Zeit. Aschendorff, Münster 2013, ISBN 978-3-402-13005-6.
- Hrsg.: Galen. Wege und Irrwege der Forschung. Aschendorff, Münster 2015, ISBN 978-3-402-13153-4.
- Heimat zwischen Deutschland, Polen und Europa. Historische Blicke, Geschichtserinnerungen, Geschichtserfahrungen. Aschendorff, Münster 2017, ISBN 978-3-402-13272-2.
- Hrsg. mit Wilfried Kürschner und Hermann von Laer: „Wir schaffen das!“? Migration, Zuwanderung, Flucht. (= Vechtaer Universitätsschriften. Band 39). 2017.